# Alapítói hatás
Lásd még: Alapítói hatás (szociológia)
A populációgenetikában az alapítói hatás a genetikai sokféleség csökkenésére utal, ami alacsony egyedszámú új kolónia létesítésekor történik. Először Ernst Mayr írta le a jelenséget 1952-ben, Sewall Wright és mások elméleti munkásságára alapozva.